# دسمنتاس لپتلوباس
دسمنتاس لپتلوباس (نام علمی: Desmanthus leptolobus) نام یک گونه از تیره باقلاییان است.